# Brionská deklarace
Brionská deklarace nebo též Dohoda z Brioni (slovinsky Brionska deklaracija, chorvatsky Brijunska deklaracija, anglicky Brioni Declaration) ze 7. července 1991 byla snahou o sjednání mírového řešení počínající jugoslávské krize a také snahou o zabránění rozpadu Socialistické federativní republiky Jugoslávie (SFRJ). Smluvními stranami byly Republika Slovinsko a Republika Chorvatsko na straně jedné a Socialistická federativní republika Jugoslávie na straně druhé, zprostředkovatelem jednání byla ministerská trojka Evropských společenství (ES). Dohoda znamenala ukončení bojů ve Slovinsku a vyřešení ústavní krize v Předsednictvu SFRJ, která trvala od 15. května 1991. Dohoda na tři měsíce přerušila účinnost ústavních zákonů parlamentů Slovinska a Chorvatska z 25. června 1991, kterými země vyhlásily nezávislost, a upravila režim na slovinských hranicích. Tříměsíční moratorium mělo znesvářené strany přinutit k dalším jednáním, na jejichž konci měla být zachována Jugoslávie. Slovinsko potvrdilo nezávislost s účinností okamžitě k uplynutí moratoria. Chorvatský parlament tak učinil až 8. října 1991, kdy na polotajném zasedání mimo své obvyklé sídlo potvrdil nezávislost a přerušení vazeb se SFRJ. Dezintegraci SFRJ se nakonec zabránit nepodařilo.

## Předcházející jednání
V reakci na vyhlášení samostatnosti Slovinska a Chorvatska vyslala Evropská společenství 28. června 1991 do Bělehradu misi tvořenou ministrem zahraničí bývalé, současné a budoucí předsednické země ES (ministerská trojka). Jednalo se o Gianniho De Michelise z Itálie, Jacquesa Pooseho z Lucemburska a Hanse van den Broeka z Nizozemí. Téhož dne proběhla jednání ministerské trojky také v Záhřebu, kde trojka načrtla zástupcům secesionistických republik svou představu řešení krize: zmrazení účinnosti ústavních aktů z 25. června a nástup chorvatského delegáta Stjepana Mesiće do funkce předsedy Předsednictva SFRJ, v čemž mu bylo v květnu zabráněno. Ve stejný den byl v Bonnu vytvořen také krizový štáb, který měl sledovat vývoj v Jugoslávii.
Dne 29. července 1991 se v Klagenfurtu sešli německý ministr zahraničí Hans-Dietrich Genscher a předseda Předsednictva Republiky Slovinsko Milan Kučan. 30. července se v Bělehradě sešel ministr zahraničí Lucemburska Jacques Poos s členem nejvyššího velitelství Jugoslávské lidové armády (JNA) generálplukovníkem Marko Negovanovićem, aby prodiskutovali možnost odchodu jednotek JNA ze Slovinska.
Evropská společenství se shodla na možnosti zastavit hospodářskou pomoc Jugoslávii ve výši zhruba jedné miliardy amerických dolarů, ale již nepanovala shoda v otázce uznání dvou bývalých jugoslávských republik: Belgie a Dánsko souhlasily s uznáním Slovinska a Chorvatska, Německo formulovalo své stanovisko tak, že nebude nikomu upírat právo na sebeurčení.
Neboť dosavadní jednání nevedla k dlouhodobému řešení, rozhodla se ES k opětovnému vyslání ministerské trojky, přičemž strany k jednání, jež se měla uskutečnit na souostroví Brioni, přinutila i hrozbou zastavení kompletní pomoci ze strany Dvanáctky.

## Jednání naBrioni

### Místo astanoviska

Mapa ostrova, místo setkání označeno jako Titova izložba

Brioni je skupina čtrnácti ostrovů, z nichž na největším, Velikim Brijunu, měl rezidenci prezident Jugoslávie maršál Josip Broz Tito. Tato rezidence se ve dnech 7. a 8. července 1991 stala místem pro jednání mezi Slovinskem, Chorvatskem a Socialistickou federativní republikou Jugoslávií, které zaštiťovala Evropská společenství.
ES již v březnu 1991 formulovala prohlášení, ve kterém hovořila o obavách z vývoje situace v SFRJ, akcentovala nutnost dialogu a také uvedla, že integrovat do evropských struktur se může jen "jednotná a demokratická Jugoslávie".
| „                                              | Ozbrojené síly Socialistické federativní republiky Jugoslávie chrání nezávislost, svrchovanost, územní celistvost a současný ústavou stanovený společenský řád Socialistické federativní republiky Jugoslávie. | “ |
| — Čl. 240 odst. 1 Ústavy SFRJ z 21. února 1974 | |   |

Jugoslávie oficiálně trvala na tom, že akty obou republik byly protiústavní a požadovala obnovení celního režimu a územní integrity federace. Je pravda, že ústava SFRJ hovořila na několika místech o právu na sebeurčení národů, ale již v ní absentovala úprava vystoupení republik z federace. Republiky svou nezávislost vyhlásily republikovými právními předpisy nejvyšší právní síly, ale ty však byly z pohledu federace učiněny nad zákonodárnou kompetenci parlamentů republik a jednalo se tak o pokus o narušení územní integrity a ústavního pořádku, na který v souladu s článkem 240 Ústavy SFRJ z roku 1974 musela reagovat JNA.
Obě bývalé jugoslávské republiky byly připraveny vést dialog a zasednout k jednacímu stolu. Již po prvních jednáních, na nichž se operovalo s tříměsíčním odkladem, bylo zástupcům národnostně homogenního Slovinska naznačeno, že po skončení moratoria bude moci jít Slovinsko svou cestou. Komplikovanější se jevila situace v Chorvatsku, kde si místní Srbové přáli setrvat v jugoslávské federaci a k podpoře tohoto stanoviska vyhlásili již v prosinci 1990 Srbskou autonomní oblast Krajina.

### Účastníci
Delegaci ES na ostrovech tvořila obměněná ministerská trojka: Jacques Poos z Lucemburska, Hans van den Broek z Nizozemí a João de Deus Pinheiro z Portugalska. Slovinsko, které si v probíhající Desetidenní válce nevedlo příliš špatně, zastupovali předseda republikového Předsednictva Milan Kučan, premiér Lojze Peterle, ministr zahraničních věcí Dimitrij Rupel a předseda Státního shromáždění France Bučar. Chorvatsko reprezentoval prezident Franjo Tuđman. Jugoslávská delegace byla ve složení: federální premiér Ante Marković, svazový ministr vnitra Petar Gračanin, svazový ministr zahraničí Budimir Lončar, náměstek svazového ministra obrany viceadmiral Stane Brovet a členové Předsednictva SFRJ s výjimkou delegátů autonomních oblastí (Bogić Bogićević, delegát za Bosnu a Hercegovinu, Janez Drnovšek, delegát za Slovinsko, Borisav Jović, delegát za Srbsko, Branko Kostić, delegát za Černou Horu, Stjepan Mesić, delegát za Chorvatsko, a Vasil Tupurkovski, delegát za Makedonii).
Některé zdroje řadí Drnovšeka do slovinské, nikoli jugoslávské delegace, neboť Drnovšek (a ostatně také Mesić) opustili demonstrativně Předsednictvo po útoku na Slovinsko.

### Obsah deklarace

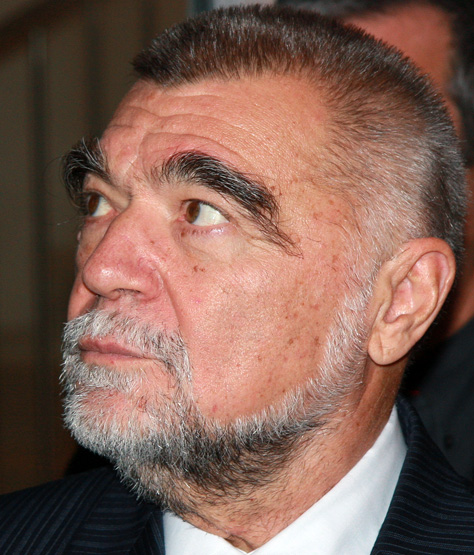
Stjepan Mesić

Základní tezí Brionské deklarace bylo navrácení poměrů do doby před 25. červnem 1991. Od obnovení původního stavu si především ES slibovala konsolidaci vnitřních poměrů a samotná Brionská deklarace měla být základní platformou pro další jednání, která měla vyústit v reformu jugoslávské federace. Reformu, která nikdy nepřišla, ani – vzhledem ke stanovisku zúčastněných – přijít nemohla.
Pokusů o reformu federace bylo totiž od pádu politického monopolu Svazu komunistů Jugoslávie počátkem devadesátých let několik: Srbové navrhovali reformu na principu jeden člověk – jeden hlas, což si Chorvaté se Slovinci vyložili jako Velké Srbsko pod názvem Jugoslávie. Chorvaté a Slovinci navrhovali vytvoření konfederace, což odmítli Srbové. Návrh Izetbegović-Gligorov, který počítal s vytvořením společenství, na které by republiky delegovaly část suverenity, a zabezpečením vysokého stupně ochrany lidských, občanských a národnostních práv, měl relativně nejširší podporu – Makedonie, Bosny a s výhradami i Chorvatska a Slovinska – a přesto nebyl aplikován. Jevilo se proto jako krajně nemožné, že by se za tři měsíce podařilo nalézt kompromis, když se shoda nenašla za dva roky.
Dohoda také ustanovila tříměsíční moratorium na slovinskou a chorvatskou samostatnost, tedy účinnost ústavních zákonů o svrchovanosti a samostatnosti obou republiky z 25. června 1991 byla účinností deklarace zastavena do října 1991. Z fakticky samostatných republik se tak na tři měsíce právním aktem učinily opět svazové republiky jugoslávské federace.
Jednotky Teritoriální obrany měly být demobilizovány, přičemž těm slovinským se v předchozích dnech podařilo relativně dobře odporovat Jugoslávské lidové armádě. Navíc měli právě Slovinci Jugoslávské lidové armádě vrátit veškerou výzbroj, ke které se během Desetidenní války dostali. Vlády Chorvatska a Slovinska měly také zajistit, že budou ukončeny blokády kasáren Jugoslávské lidové armády (JNA). Naproti tomu oddíly JNA měly být staženy do kasáren, kde se nacházely před vypuknutím konfliktu. Obě strany války měly propustit válečné zajatce.
Bylo také dohodnuto, že ochranu svých hranic bude zajišťovat slovinská policie, zatímco vybraná cla budou náležet federaci. Brionská dohoda v neposlední řadě také definovala základní pravidla pro práci pozorovatelských misí, které začaly pracovat již v polovině července.

## Následný vývoj

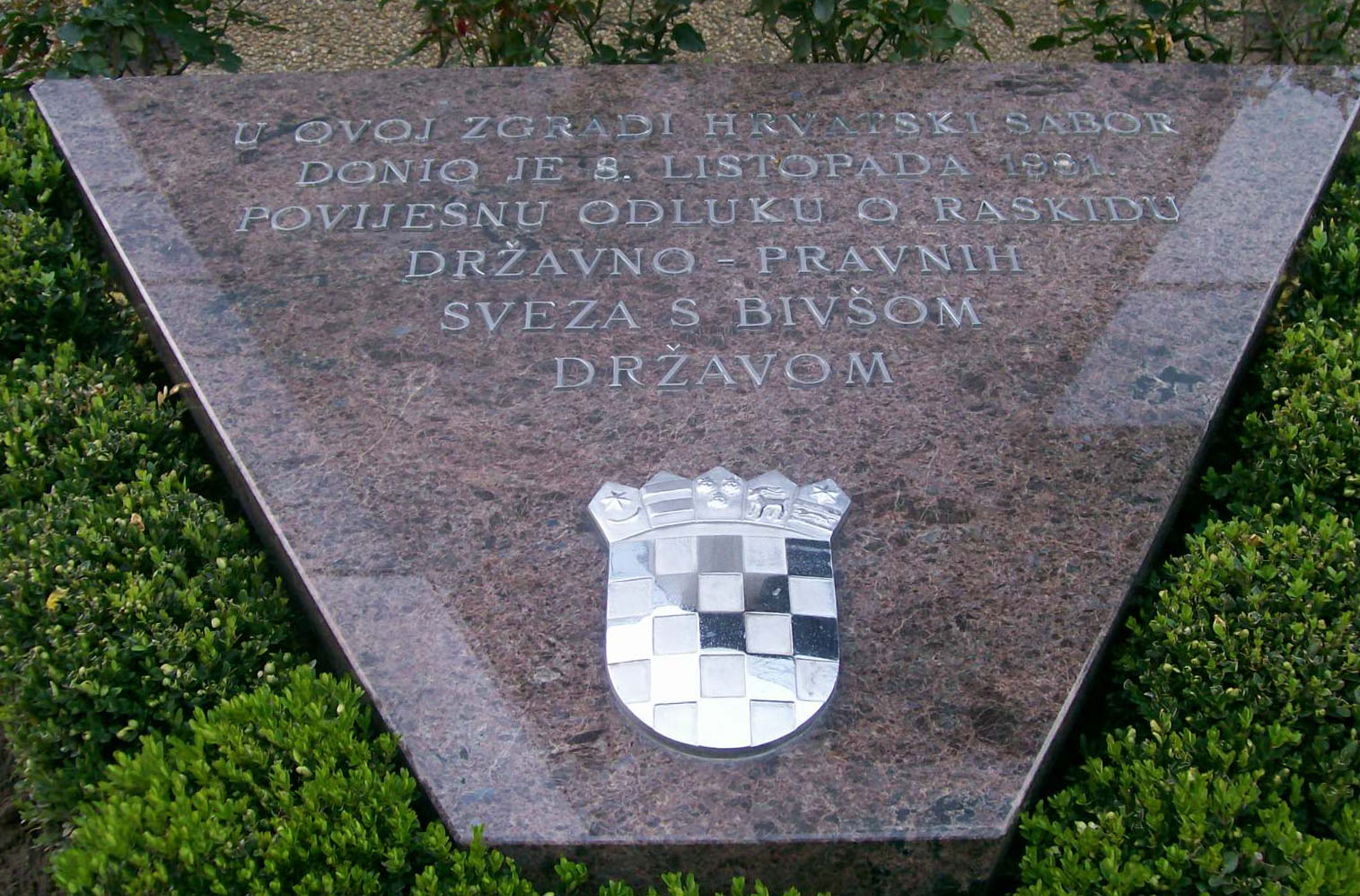
Pamětní deska před budovou, kde Chorvatsko potvrdilo v říjnu 1991 svou nezávislost

Chorvatský parlament deklaraci ratifikoval 9. července 1991, slovinský parlament 10. července 1991 a Předsednictvo SFRJ vyjádřilo souhlasné stanovisko 12. července 1991.
Slovinský parlament Brionskou deklaraci ratifikoval navzdory tomu, že ji většina slovinské veřejnosti brala jako faktickou kapitulaci. Ostatně všechny zúčastněné strany považovaly výsledný kompromis za nevýhodný. Ke změně ve slovinském nazírání na Brionskou deklaraci a situaci země celkově dochází po 18. červenci 1991, kdy začíná velení JNA stahovat své jednotky ze Slovinska. S národnostně jednobarevným Slovinskem se již v pojetí jednotné Jugoslávie nepočítalo a navíc, vojáci umístění ve Slovinsku byli potřeba v Chorvatsku a v Bosně a Hercegovině. Poslední vojáci JNA opustili Slovinsko v říjnu 1991. Slovinsko tak již bylo od léta 1991 ušetřeno válečných útrap, naproti tomu situace v Chorvatsku gradovala – v srpnu 1991 začalo obléhání Vukovaru, které se považuje za začátek takzvané Vlastenecké války, která trvala až do roku 1995.
Do funkce předsedy Předsednictva SFRJ byl zpětně k 1. červenci 1991 ustaven chorvatský delegát Stjepan Mesić, který ve funkci setrval až do prosince 1991, kdy se většina ústavních institucí dosavadní federace rozpadla.
V den vypršení moratoria se v Bánském dvoře (sídle chorvatské hlavy státu) v Záhřebu sešli chorvatský prezident Franjo Tuđman, předseda Předsednictva SFRJ Stjepan Mesić a federální premiér Ante Marković. Místo jejich setkání bylo chvíli po skončení silně poškozeno raketovým útokem dvou letadel, JNA popřela odpovědnost.
Téhož dne, 7. října 1991, byla ve Slovinsku obnovena účinnost některých ústavních zákonů, které se staly Brionskou deklarací dočasně neúčinné, účinnost zbývajících dočasně suspendovaných právních předpisů byla obnovena k 8. říjnu 1991. Chorvaté potvrdili přerušení vazeb se SFRJ 8. října 1991.